# Valérie Boyer
Pour les articles homonymes, voir Boyer.
Valérie Boyer, née le 11 juin 1962 à Bourges (Cher), est une femme politique française.
Membre de l'UMP puis des Républicains, cadre supérieur de la Sécurité sociale, elle est adjointe au maire de Marseille de 2008 à 2014, maire du sixième secteur de Marseille de 2014 à 2017, députée de 2007 à 2020 et sénatrice depuis 2020. Membre de La Droite populaire au début des années 2010, elle appartient à l’aile droite du parti.

## Biographie

### Famille
Fille de pieds-noirs, Valérie Jeanne Boyer naît le 11 juin 1962 à Bourges, dans le département du Cher. Elle est la fille de Gabriel Boyer, directeur de société, et de Lucienne née Borg, infirmière et assistante sociale.
Divorcée, elle est mère de trois enfants.
Elle est chrétienne catholique.

### Formation
Après une classe préparatoire option lettres modernes au lycée Marcelin-Berthelot de Saint-Maur-des-Fossés, Valérie Boyer est diplômée de l'Institut d'études politiques d'Aix-en-Provence (1984, section service public),. En parallèle, elle passe une licence de langues étrangères appliquées en anglais et en espagnol à l'université d'Aix-Marseille puis est élève à l'École du Louvre (fondation Rachel Boyer).
En 1986, elle entre au Centre national d'études supérieures de sécurité sociale (CNESSS) — XXVe promotion — à Saint-Étienne.

### Carrière professionnelle
Après le CNESSS, Valérie Boyer commence sa carrière comme responsable de l'accueil à la Caisse nationale d'assurance vieillesse à Paris. Elle est ensuite responsable des relations avec le personnel de santé puis du service des établissements de santé à la caisse primaire d'assurance maladie des Bouches-du-Rhône à Marseille.

## Parcours politique

### Candidatures électorales
En juin 2007, elle est élue députée dans la 8e circonscription des Bouches-du-Rhône face au député socialiste sortant, Christophe Masse. Pour les législatives de juin 2012, elle n'est pas réinvestie par l'UMP dans la 8e circonscription des Bouches-du-Rhône, mais dans la 1re circonscription, où elle obtient au premier tour 26,14 % des voix, derrière Christophe Masse (32,04 %). Elle est élue au second tour avec 50,85 % des voix, ne devançant son adversaire socialiste que de 505 voix, dans une circonscription-clé qu'elle a arrachée de justesse.
Elle soutient la candidature de François Fillon pour la présidence de l'UMP lors du congrès d'automne 2012. Elle est membre de La Droite populaire. En février 2013, dans le cadre de la direction « partagée » entre Jean-François Copé et François Fillon, elle devient, comme onze autres personnalités, secrétaire générale adjointe de l’UMP, en plus du tenant du poste, Marc-Philippe Daubresse.
À la suite des élections municipales de 2014, elle est élue maire du sixième secteur de Marseille.
Candidate à sa réélection lors des élections législatives de 2017, elle est réélue avec 55,1 % des voix au second tour. En raison de la nouvelle réglementation sur le cumul des mandats, elle renonce à son mandat de maire du sixième secteur de Marseille en juillet 2017.
Valérie Boyer est candidate en deuxième position sur la liste LR pour les élections sénatoriales de 2020 dans les Bouches-du-Rhône,. Elle est élue sénatrice lors de ce scrutin.

### Au sein de l'UMP et des Républicains
Le 9 décembre 2014, Nicolas Sarkozy, élu président de l'UMP, la nomme secrétaire nationale de l'UMP chargée de l'égalité homme-femme, avant de la nommer secrétaire nationale des Républicains chargée de la Santé.
Dans le cadre de la primaire présidentielle des Républicains de 2016, elle apporte son soutien à François Fillon, dont elle est la porte-parole, en tandem avec Jérôme Chartier. Il gagne le scrutin et devient candidat de son camp à l'élection présidentielle de 2017.
Le 21 décembre 2016, elle est nommée porte-parole des Républicains.
Durant la campagne présidentielle de 2017, alors que le candidat doit faire face à plusieurs défections de son camp à la suite du Penelope Gate, Valérie Boyer fait partie, avec Jérôme Chartier et Bruno Retailleau, du dernier « noyau dur » de ses soutiens.
Elle parraine Laurent Wauquiez pour le congrès des Républicains de 2017, scrutin lors duquel il est élu le président du parti. Le 13 décembre de la même année, elle est nommée secrétaire générale adjointe des Républicains chargée des relations avec la société civile.

## Actions et prises de position

### Chrétiens d'Orient
Valérie Boyer a interpellé le gouvernement sur la situation des chrétiens d’Orient en juillet 2014, à l'Assemblée nationale. En sa qualité de maire des 11e et 12e arrondissements de Marseille, elle a organisé en septembre 2014 une soirée de soutien aux chrétiens d'Orient, à l'occasion de laquelle 30 000 euros ont été récoltés, entièrement reversés aux associations Fraternité en Irak et l'Œuvre d'Orient[réf. nécessaire].

### Terrorisme
Afin de lutter contre le terrorisme, Valérie Boyer participe à la commission d'enquête parlementaire sur la surveillance des filières et des individus djihadistes

### Profanation des lieux de culte
Valérie Boyer a déposé à l’Assemblée nationale, le 3 mars 2015, une proposition de résolution tendant à la création d’une commission d’enquête relative à la dégradation et profanation des lieux de culte et des cimetières en France.

### Photographie
Valérie Boyer, dans le cadre de la Loppsi et de la prise de vue des photos d'identités pour les documents officiels, présente plusieurs propositions de loi en 2010, visant à lutter pour l'emploi, l'égalité et contre la discrimination. Elle demande avec plusieurs de ses confrères que soit levée la mission du recueil des photos confiée aux mairies (décret no 2011-868 du 22 juillet 2011 modifiant les conditions de recueil des photographies d’identité).

### Reconnaissance de génocides
L’Assemblée nationale adopte, le 22 décembre 2011, une proposition de loi présentée par Valérie Boyer, réprimant la contestation de l’existence des génocides reconnus par la loi, dont le génocide arménien. Cette décision provoque une vive controverse entre la France et la Turquie. Dans les jours qui suivent, Valérie Boyer est victime de diverses menaces. Le 31 janvier 2012, 77 sénateurs et 65 députés, tous partis politiques confondus saisissent le Conseil constitutionnel, qui juge la loi contraire à la Constitution le 28 février 2012.
Valérie Boyer est rapporteur d'une proposition de loi relative à la reconnaissance du génocide assyrien de 1915, déposée le 11 mars 2015 à l'Assemblée nationale par des députés UMP. Plusieurs passages de sa proposition apparaissent être des copiés-collés de l'article de Wikipédia en français consacré à ce sujet.
Le 14 octobre 2014, elle dépose une proposition de loi visant à réprimer la négation des génocides et des crimes contre l’humanité du XXe siècle qui n’est pas adoptée par l'Assemblée nationale.

### Droits des femmes
En 2015, elle est à l'origine d'un appel signé par 36 députés, demandant la grâce de Jacqueline Sauvage, condamnée à dix ans de prison ferme pour avoir tué son mari violent.
En 2016, elle dépose une proposition de loi pour donner une immunité pénale aux femmes battues.
Elle soutient un projet de loi visant à signaler les photos retouchées, afin de lutter contre les incitations à l'extrême maigreur.
En 2016, elle défend un projet de loi opposé au recours de mères porteuses.

## Controverses

### Liens avec le régime syrien
Dans les années 2010, Valérie Boyer se rend plusieurs fois en Syrie, alors en guerre, où elle rencontre en 2016 le dirigeant syrien, Bachar el-Assad, et Ahmad Badreddin Hassoun, grand mufti de Syrie ayant menacé d'attentats-suicides l’Occident si le pays était attaqué par des puissances extérieures,. Elle défend l'idée d'une alliance de circonstance avec Bachar el-Assad, et met en doute la responsabilité du régime dans des attaques chimiques. Elle critique les Syriens qui « quittent leur pays au lieu de lutter pour leur liberté […] alors que nos parents et nos grands-parents sont restés en France pour combattre le nazisme ». Selon Le Monde, cet argumentaire est « très proche de certaines analyses de Marine Le Pen ». Marie Peltier, essayiste belge, la qualifie d'« agent de Damas ».

### Pandémie de Covid-19
Le 17 mars 2020, elle est diagnostiquée positive à la Covid-19. Elle choisit de défendre publiquement Didier Raoult sur la polémique de la chloroquine, déclarant notamment : « Jusqu’à présent, je n’ai jamais entendu dire personne qu’il était mort de ça. En revanche, la Covid-19 tue »,,.

### Passé colonial de la France
Descendante de pieds-noirs, Valérie Boyer est l'autrice de nombreuses interventions à l'Assemblée nationale et au Sénat sur le passé colonial de la France, au point que le média Blast souligne que « la question algérienne est en réalité une obsession » chez elle.
En 2012, elle affirme au sujet des massacres du 17 octobre 1961 que « les historiens sont encore très divisés sur l’analyse de cette manifestation de militants hostiles à la France »,.
En septembre 2021, elle demande au ministre de l'Intérieur « combien d'Algériens faisant l’objet d'une mesure d'éloignement sont encore sur notre sol et où ils se trouvent »,.
En 2017, Valérie Boyer critique sur son compte Facebook les déclarations d'Emmanuel Macron qui qualifie la colonisation française en Algérie de crime contre l'humanité,. Dans la même publication, elle certifie que « François Fillon a raison lorsqu’il dit que "la France n’est pas coupable d’avoir voulu faire partager sa culture aux peuples d’Afrique, d’Asie et d’Amérique du Nord" » et critique « l'idéologie de la repentance si chère à la Gauche, incluant Emmanuel Macron ».
En 2018, elle dénonce la baisse des crédits budgétaires affectés aux rapatriés d'Algérie et maintient que ces derniers « subissent encore les conséquences matérielles et morales de l’exode, imposé, notamment en Algérie, par une décolonisation qui les a déracinés ».
En juin 2025, elle dépose au Sénat une proposition de résolution « portant sur l’impératif d’une réconciliation lucide et équilibrée entre la France et l’Algérie » dans laquelle elle minimise le nombre de morts engendré par la conquête de l'Algérie et entreprend une « réhabilitation de l’œuvre coloniale en Algérie » selon Blast.

## Condamnation judiciaire
En novembre 2015, Valérie Boyer est condamnée par le conseil des prud'hommes pour « harcèlement moral » et licenciement abusif à l'encontre de son assistante parlementaire. Le jugement est confirmé par la cour d'appel d'Aix-en-Provence en décembre 2017. Elle est condamnée à verser une indemnité de 37 000 €, abaissée à 17 000 € lors du jugement en appel.

## Détail des fonctions et mandats

### Au Parlement
- 20 juin 2007 – 19 juin 2012 : députée, élue dans la 8e circonscription des Bouches-du-Rhône.
- 20 juin 2012 – 30 septembre 2020 : députée, élue dans la 1re circonscription des Bouches-du-Rhône.
- Depuis le 1er octobre 2020 : sénatrice, élue dans les Bouches-du-Rhône.

### Au niveau local
- Depuis le 23 mars 2001 : conseillère municipale de Marseille.
- 23 mars 2001 – 21 mars 2008 : membre de la communauté urbaine Marseille Provence Métropole.
- 21 mars 2008 – 30 mars 2014 : adjointe au maire de Marseille déléguée au logement.
- 11 avril 2014 – 12 juillet 2017 : maire du sixième secteur de Marseille.

### Au sein de l'UMP puis de LR
- 2007 : secrétaire nationale de l'UMP chargée des politiques de santé publique.
- À partir du 3 février 2013 : secrétaire générale adjointe de l’UMP.
- À partir du 21 décembre 2016 : porte-parole des Républicains.
- À partir du 13 décembre 2017 : secrétaire générale adjointe des Républicains chargée des relations avec la société civile.
- À partir du 18 janvier 2023 : vice-présidente des Républicains